# محمد بن سعد الأندلسي
العالم العربي المسلم أبو بكر محمد بن سعد بن زكريا بن عبد الله بن سعد الأندلسي، طبيب عالم من أهل دانية بالأندلس من مواليد القرن الخامس الهجري وعاش إلى ما بعد السنة 516 هـ. ترجم له ابن الأبار في التكملة وذكر من مصنفاته كتاب التذكرة وتعرف باسم التذكرة السعدية.
قال ابن الآبار: ‌محمد ‌بن ‌سعد بن زكرياء بن عبد الله بن سعد من ساكني دانية يكنى أبا بكر كان عالماً بالطب والتعاليم وألف كتاب التذكرة وتعرف بالسعدية نسبة إليه وأنشد فيها قصيدة للوقشي، وأحسبه لقيه وكان حياً في سنة ست عشرة وخمسمائة.
وكتاب "التذكرة السعدية": يتضمن ذكرى الشعراء واختيار من أشعارهم، وقد اختار فيها قصيدة لأبي الوليد الوقشي.
قال ابن سعد الخير: ‌محمد ‌بن ‌سعد ‌بن ‌زكريا بن عبد الله أبو بكر الداني، صاحب التذكرة السعدية، وهي ذكرى الشعراء، واختيار من شعرهم، ذكر ابن الأبار أنه أنشد فيها قصيدة الوقشي رحمه الله. ويرى أن بينهما لقاء، وليس ببعيد فقد كان أبو بكر هذا حياً سنة 516هـ بدانية، حيث توفي الوقشي بها، سنة 488 أو 489هـ.

## وفاته
‌محمد ‌بن ‌سعد ‌بن ‌زكريا الداني، (توفي بعد 516 هـ).